# Моришти (Клуж)
Моришти (рум. Moriști) насеље је у Румунији у округу Клуж у општини Кожокна. Oпштина се налази на надморској висини од 365 m.

## Становништво
Према подацима из 2002. године у насељу је живело 14 становника, од којих су сви румунске националности.